# Râle jaune

Carte de répartition
Aire de nidification
Voie migratoire
Aire d'hivernage

Coturnicops noveboracensis
Espèce
Statut de conservation UICN

 LC  : Préoccupation mineure
Le Râle jaune (Coturnicops noveboracensis) est une espèce d'oiseau aquatique appartenant à la famille des Rallidae.